# 電気記念日
電気記念日（でんききねんび）は、1878年（明治11年）3月25日､銀座木挽町に設置された中央電信局の開局祝賀会が東京虎ノ門にある工部大学校（現在の東京大学工学部の前身の一つ）の大ホールにて行われ、イギリス人教授エルトンによりアーク灯がグローブ電池50個を用いてともされた。この日が日本で初めて電灯がともされた日とされる。また、この日から日本に家庭用の配電が始まった。この二つのできことを記念して、1927年(昭和2年) に日本電気協会が制定した記念日である。